# Mark Grigorjewitsch Krein

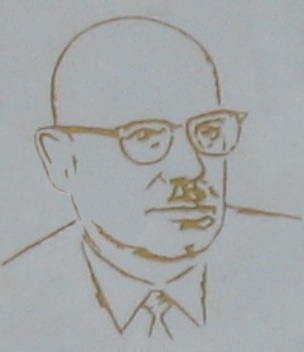
Mark Grigorjewitsch Krein

Mark Grigorjewitsch Krein (russisch Марк Григорьевич Крейн, wiss. Transliteration Mark Grigor'evič Krejn, ukrainisch Марко Григорович Крейн Marko Hryhorowytsch Krejn; * 3. Apriljul. / 16. April 1907greg. in Kiew; † 17. Oktober 1989 in Odessa) war ein sowjetischer Mathematiker. Sein Hauptarbeitsgebiet war die Funktionalanalysis, insbesondere die Operatortheorie und die Theorie der Differentialgleichungen.

## Leben
Krein, der einer Familie jüdischer Holzhändler entstammte, zeigte früh mathematisches Talent und besuchte schon mit 14 Jahren Kurse an der Universität in Odessa. 1926 wurde er trotz fehlender vorhergehender Universitätsausbildung von Nikolai Grigorjewitsch Tschebotarjow  für ein Promotionsstudium akzeptiert. 1929 promovierte er (russischer Doktorgrad, entspricht Habilitation) in Odessa und blieb fortan an der Universität (sein Doktorvater Tschebotarjew war 1928 nach Kasan gegangen). In Odessa baute er eine bedeutende Schule der Funktionalanalysis auf. Zu ihr gehörten unter anderem A. P. Artyomenko (der als einer seiner begabtesten Studenten galt aber nach dem Krieg verschwand), David Milman, Witold Lwowitsch Schmulian, Moshe Livsic, Mark A. Rutman und Vladimir A. Potapov sowie sein Kollege in Odessa Boris Jakowlewitsch Lewin. Während der deutschen Besetzung der Krim 1941 bis 1944 war er mit der Universität evakuiert und war am Luftfahrtinstitut in Kuibyschew. Er kehrte zwar 1944 nach Odessa zurück, wurde aber kurz darauf wegen jüdischem Nationalismus entlassen (nach Israel Gohberg wahrscheinlich weil er in den 1930er Jahren zu viele jüdische Studenten hatte). Statt an der Universität war er Professor für Mechanik am Institut für Marine-Ingenieure in Odessa und war außerdem in Teilzeit am Mathematischen Institut der Ukrainischen Akademie der Wissenschaften in Kiew, wo er aber 1952 entlassen wurde, offiziell weil er nicht in Kiew lebte. Ab 1954 war er Mechanik-Professor am Institut für Bauingenieurwesen in Odessa. Verschiedene Versuche von Mathematikern, ihn wieder an die Universität Odessa zu bringen, scheiterten. Krein baute aber wieder eine sehr aktive Forschungsgruppe auf, die sich teilweise in seinem Privathaus traf sowie im Wissenschaftlichen Verein von Odessa. Reisen ins Ausland waren Krein untersagt.
Krein baute in Odessa in den 1930er Jahren ein Zentrum für Funktionalanalysis auf. Er beschäftigte sich unter anderem mit Banachräumen, dem Momentenproblem (einem ursprünglich aus der Wahrscheinlichkeitstheorie stammenden Problem, Maße aus ihren Momenten zu rekonstruieren), Integralgleichungen und der Spektraltheorie linearer Operatoren. Mit Naum Iljitsch Achijeser arbeitete er um 1937 auch über Extremalprobleme differenzierbarer periodischer Funktionen, ein Gebiet auf dem Andrei Kolmogorow zuvor Pionier war. Später befasste er sich mit harmonischer Analysis, Dualitätssätzen und  Operatoralgebren in der Darstellungstheorie. Er schrieb über 270 Arbeiten und mehrere Monographien. Mit seinem Namen verbunden sind die Begriffe Tannaka-Krein-Dualität (zusätzlich nach Tadao Tannaka benannt), Kreinräume, der Fortsetzungssatz von Krein und der Satz von Krein-Milman.
1970 wurde er Ehrenmitglied der American Academy of Arts and Sciences und 1981 auswärtiges Mitglied der National Academy of Sciences. Im Jahr 1982 erhielt er den Wolf-Preis, zusammen mit Hassler Whitney. 1966 hielt er einen Plenarvortrag auf dem Internationalen Mathematikerkongress in Moskau (Analytic problems and results in the theory of linear operators in Hilbert space).
Ihm zu Ehren wurde der Mark-Grigorjewitsch-Krein-Preis von der  Nationalen Akademie der Wissenschaften der Ukraine, deren Mitglied er war, gestiftet.
Zu seinen Doktoranden gehörten David Milman, Witold Schmulian, Mark Alexandrowitsch Krasnoselski, Mark Neumark, Israel Gohberg.
Sein jüngerer Bruder Selim Grigorjewitsch Krein war ebenfalls Mathematiker und befasste sich mit Funktionalanalysis.

## Schriften
- mit Felix Gantmacher: Oszillationsmatrizen, Oszillationskerne und kleine Schwingungen mechanischer Systeme, Berlin: Akademie Verlag 1960
- mit Naum I. Achiezer: Some questions in the theory of moments, American Mathematical Society (AMS) 1962
- mit Israel Gohberg: Introduction to the theory of linear nonselfadjoint operators, AMS 1969
- mit Israel Gohberg: Theory and applications of Volterra operators in Hilbert space, AMS 1970
- mit J. Daleckij: Stability of solutions of differential equations in Banach space, AMS 1974
- mit A. A. Nudelman: The Markov moment problem and extremal problems : ideas and problems of P. L. Čebyšev and A. A. Markov and their further development, AMS 1977
- mit I. S. Iohvidov, Heinz Langer: Introduction to the spectral theory of operators in spaces with an indefinite metric, Berlin, Akademie Verlag 1982
- mit V. A. Jakubovic: Four papers on ordinary differential equations, AMS 1983
- Topics in differential and integral equations and operator theory, Birkhäuser 1938
- Gesammelte Werke (Russisch), Kiew, Ukrainische Akademie der Wissenschaften, 3 Bände, 1993 bis 1997